# Viðarlundin í Søldarfirði

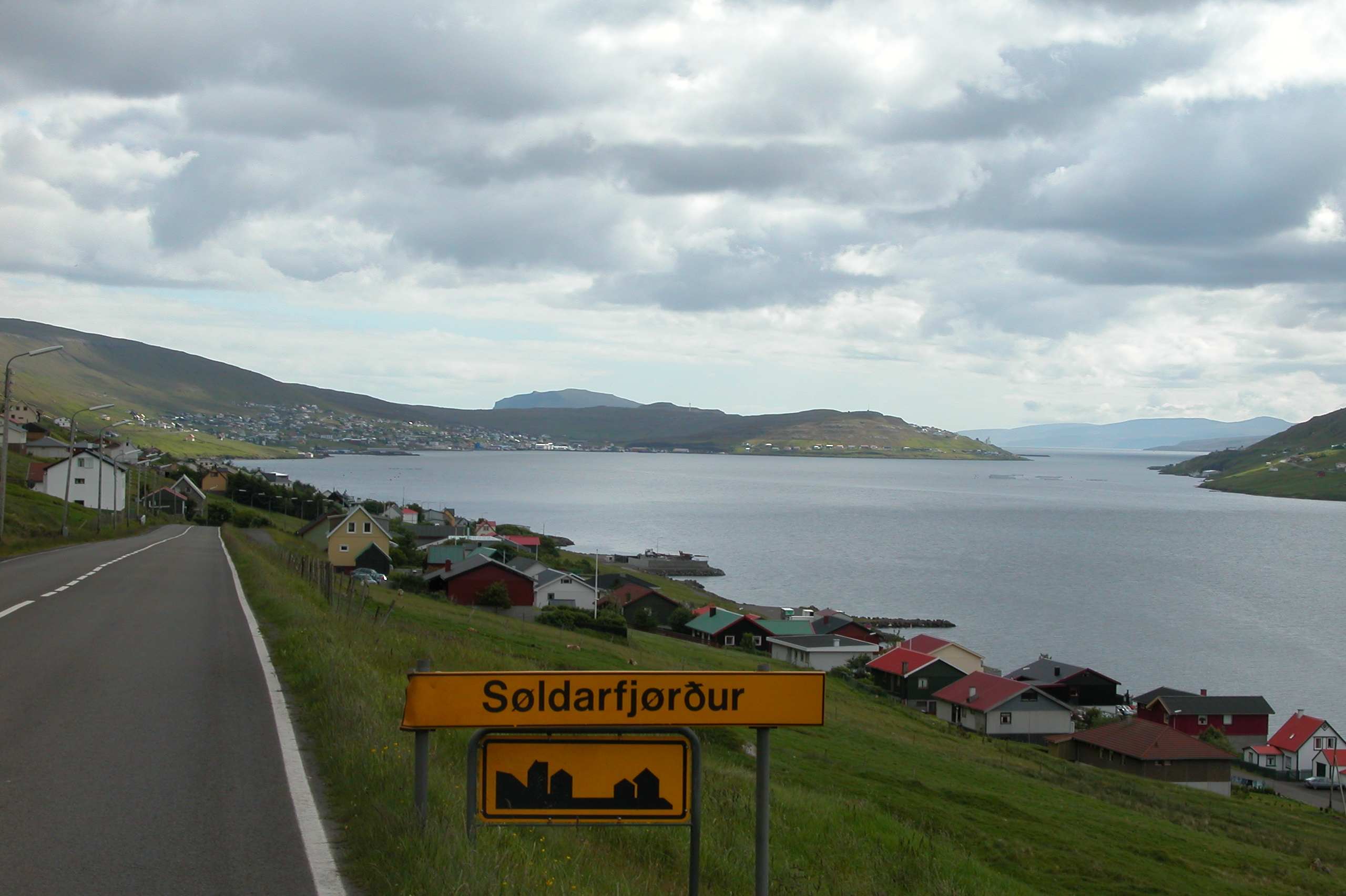
Søldarfjørður: Blick über das Dorf zum Wald

Viðarlundin í Søldarfirði ist ein parkähnlicher Wald im Dorf Søldarfjørður auf der färöischen Insel Eysturoy. Das färöische Wort viðarlund bedeutet wörtlich „Gehölz“ und bezeichnet eine Parkanlage oder einen Wald auf den Färöern, von deren Fläche nur 0,06 % bewaldet sind.
Das Grundstück, auf dem sich heute der ab 1950 angelegte Wald Viðarlundin í Søldarfirði ausdehnt, ist seit 1952 im Besitz der Regierung der Färöer. Erste Pläne für einen Kauf des Geländes bestanden bereits 1947. In unmittelbarer Nähe befinden sich vier weithin sichtbare Öltanks, die von den Briten im Zweiten Weltkrieg errichtet wurden. Der Wald bedeckt heute auf dem Grundstück Flur 3 insgesamt eine Fläche von 17.200 m². Damit ist er die größte Grünanlage der Insel Eysturoy. Seine Pflege obliegt nicht der Forstbehörde (Skógfriðingarnevndin) der Färöer.
Die Färöer sind mit ihrem feuchten kühlen Klima und der salzhaltigen Luft für das Gedeihen von Bäumen denkbar ungeeignet, denn die Bodenkrume ist relativ dünn und bietet Baumwurzeln wenig Halt. Nicht selten weht starker Wind, der Bäume entwurzeln kann, und es kommt vor, dass die Bäume in einem milden Januar oder Februar ausschlagen und im Frühjahr durch plötzlich einbrechenden Frost überrascht werden.
Der Viðarlundin í Søldarfirði bedeckt ein etwa 250 m langes und 50 m breites Gelände zwischen der Bundesstraße 10 und dem langgestreckten Fjord Skálafjørður. Er ist eine besondere Sehenswürdigkeit der Gemeinde Søldarfjørður, da sich hier zeigt, dass auf den Färöern durchaus ein Wald bzw. eine Parkanlage existieren kann. Wie alle Wälder bzw. Parkanlagen der Färöer außerhalb der Hauptstadt Tórshavn ist auch der Viðarlundin í Søldarfirði eingezäunt, um die Bäume vor Nahrung suchenden Schafen zu schützen.